# Thanathorn Juangroongruangkit
Thanathorn Juangroongruangkit (em tailandês:  ธนาธร จึงรุ่งเรืองกิจ; 25 de novembro de 1978 — ) foi um político tailandês. Ele foi  presidente do Partido festa futura de 2018.